# Niutao
Niutao és una illa del grup nord de Tuvalu.
L'illa està rodejada d'uns esculls de corall. A l'interior té dos llacs d'aigua salada. L'altitud màxima és de 6 m sobre el nivell del mar. La superfície total és de 2,26 km². La població total era de 663 habitants al cens del 2002. Les dues viles, Kulia i Teava, es troben al sud-oest de l'illa.
Va ser descoberta, el 1825, pel capità nord-americà Obed Starbuck que la va anomenar amb el nom del seu balener: Loper. Segons les tradicions, es practicava l'infanticidi per evitar la superpoblació de l'illa. Només se'n salvaven els primogènits de cada sexe. El 1949 el govern colonial va concedir al consell insular de Niutao l'explotació de l'illa deshabitada de Niulakita, que es troba a l'extrem sud de l'arxipèlag, ja que Niutao era l'illa més densament poblada de Tuvalu. Avui existeix a Niulakita una colònia originària de Niutao.